# L'Enfant au masculin
L’Enfant au masculin est un essai de l’écrivain français Tony Duvert, publié en 1980 par les éditions de Minuit.
Le livre est écrit en réaction à deux publications récentes : Le Pédophile et la Maman, de Leïla Sebbar et L’enfant et le pédéraste de Benoît Lapoge et Jean-Luc Pinard-Legry, deux attaques de la pédophilie (défendue par Duvert) venues d'horizons nouveaux (pour l'époque) puisque écrits par une féministe et deux homosexuels. Duvert commença par attaquer ces deux ouvrages dans une tribune publiée par Libération. 

## Contenu
Dans L’Enfant au masculin Tony Duvert analyse et met en accusation ce qu'il considère comme la perpétuation d’une domination qui n’est ni de classe, ni de sexe, mais de mœurs et de “ culture sexuelle ” : l’hétérocratie. « Qu'est-ce que l'hétérocratie ? C'est un système où tout hétéro s'estime suffisant et universel. […] Ce qui n'est pas hétéro n'a pas droit d'existence, n'a pas droit d'expression. […] Un hétérocrate est un hétérosexuel qui, outre le droit d'assouvir ses désirs personnels, a besoin que la société entière n'enseigne et n'autorise que ceux-là. ».
L'écrivain plaide pour une solidarité entre les luttes homosexuelles et pédophiles : « Si l'homophilie  obtient sa place, immense, au soleil, on ne saurait admettre qu'elle soit « bonne » au-delà d'un âge, et « mauvaise » en deçà. On ne peut abandonner à l'hétérocratie les plus jeunes d'entre nous, et accepter qu'on soit, dans l'enfance, puni ou psychiatrisé pour les amours mêmes qui, adultes, nous sont permises. »
Dans cet ouvrage, Duvert illustre ses thèses en évoquant sa propre vie sexuelle, commencée dès l'enfance, et consacrée aux « garçons de 6 à 50 ans et plus » et raconte comment il eut à subir dans son adolescence un traitement visant à le « guérir » de son homosexualité : « Le neuro-psychiatre qu'on me paye était le docteur Marcel Eck - oui, l'ennemi public n°1 des homos français, l'inspirateur de cet amendement Mirguet qui  nous déclara fléau social et qui nous pourrit l'existence. […] Jamais de ma vie quelqu'un ne m'aura haï davantage et n'aura mieux chercher à me briser. […] Après deux mois de cette cure tortionnaire, je repartis pour une longue fugue et me suicidai. […] Je dédié ce souvenir aux salauds du même acabit qui me prêchent aujourd'hui le « respect » du mineur. Moralistes borgnes, j'ai été ce mineur et je l'ai subi ce respect. Je vous reconnaîtrai, violeurs, sous tous les déguisements que vous pourrez prendre : cette voix-là ne s'oublie jamais »,.